# Beaupuy, Lot-et-Garonne
Beaupuy är en kommun i departementet Lot-et-Garonne i regionen Nouvelle-Aquitaine i sydvästra Frankrike. Kommunen ligger i kantonen Marmande-Ouest som tillhör arrondissementet Marmande. År 2022 hade Beaupuy 1 678 invånare.

## Befolkningsutveckling
Antalet invånare i kommunen Beaupuy
| Referens: INSEE |